# Gran Premio del Brasile 1995
Il Gran Premio del Brasile 1995 è stata la prima prova del mondiale 1995, disputata il 26 marzo 1995 sul Circuito di Interlagos. Vide la vittoria di Michael Schumacher su Benetton-Renault, seguito da David Coulthard e da Gerhard Berger. Damon Hill, partito dalla pole, uscì di pista al trentesimo giro, apparentemente a causa di problemi alla frizione, ma solo successive analisi evidenziarono la rottura di una sospensione.
Dopo varie ore dal termine della gara Schumacher e Coulthard vennero esclusi dalla classifica, in quanto la benzina delle loro vetture era irregolare e avrebbe permesso ai due piloti di essere più veloci. Berger fu dichiarato vincitore, ma i due team, che avevano fatto appello, riuscirono a sovvertire la precedente sentenza e a riavere i punti nel campionato piloti, ma non in quello costruttori. La Ferrari si disse delusa dalla sentenza e Berger espresse abbastanza duramente la sua amarezza riguardo all'episodio.

## Vigilia

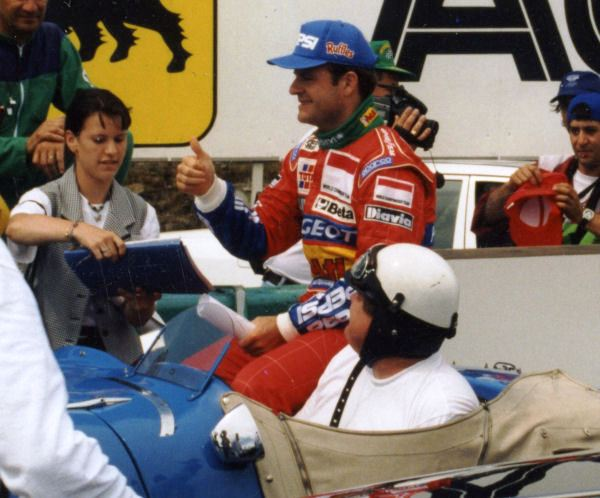
Rubens Barrichello, pilota di casa, qui fotografato al Gran Premio di Francia 1995. Dopo la morte di Ayrton Senna le maggiori aspettative dei tifosi brasiliani ricaddero su di lui.

Il Gran Premio del Brasile fu la prima gara della stagione dopo quattro mesi di sosta. Durante l'inverno, si cercò di rimediare alle irregolarità dell'asfalto, ma per tutto il week-end i piloti si lamentarono, in particolar modo Berger, Coulthard e Barrichello, in quanto, dal loro punto di vista, la situazione era peggiore rispetto a quella dell'anno passato. Anche Heinz-Harald Frentzen ebbe problemi con l'asfalto troppo ondulato, che ritenne responsabile del fatto che la sua vettura avesse fornito pessime prestazione per tutto il fine settimana.
In occasione poi della morte di Ayrton Senna vennero organizzate varie iniziative, tra cui una parata da parte dei piloti, uno spettacolo di fuochi d'artificio e un'esibizione della Força Aérea Brasileira. La città di San Paolo aveva poi autorizzato un cambio del nome dell'autodromo a favore del pilota brasiliano, ma la famiglia di Carlos Pace, a cui è dedicato l'impianto sportivo si oppose. Nonostante queste iniziative, però, il pubblico presente era inferiore rispetto agli anni precedenti, soprattutto durante le prove libere e le qualifiche, ma non durante la gara.
Da cinque mesi, poi, si era sviluppato un conflitto che vedeva opposti la FIA e la Grand Prix Drivers' Association, guidata da Gerhard Berger e Michael Schumacher. I contrasti riguardavano i termini di concessione della Superlicenza e il fatto che la Federazione volesse controllare i diritti di immagine dei piloti, limitando anche le loro possibilità di richiedere un risarcimento danni in caso di incidente. A poche ore dall'inizio della stagione Schumacher, Hill, Berger, Alesi, Brundle e Mansell annunciarono la loro intenzione di non firmare l'accordo. Di fronte alla minaccia di un boicottaggio dei maggiori favoriti per la lotta al titolo mondiale, Max Mosley fu costretto a modificare le proprie richieste. I rischi legati alla partenza del campionato vennero quindi scongiurati e tutti i piloti assicurarono la loro partecipazione al campionato. Sebbene, poi, fossero state rilasciate 14 Superlicenze per i costruttori e 28 per i piloti, il team Larrousse, che aveva ingaggiato Éric Bernard e Christophe Bouchut, non si presentò a nessuna delle sessioni previste per il fine settimana. Questo fu dovuto infatti a problemi economici: durante il periodo antecedente alla gara, con il governo francese che non fornì aiuti e con i telai non ancora costruiti, il proprietario Gérard Larrousse annunciò che la sua squadra non avrebbe potuto prendere parte alle prime due corse e sperava di poter partecipare al campionato dal Gran Premio di San Marino in poi. Il team aveva, infatti, un bilancio in passivo di oltre 30 milioni di franchi già dal termine della stagione 1993.

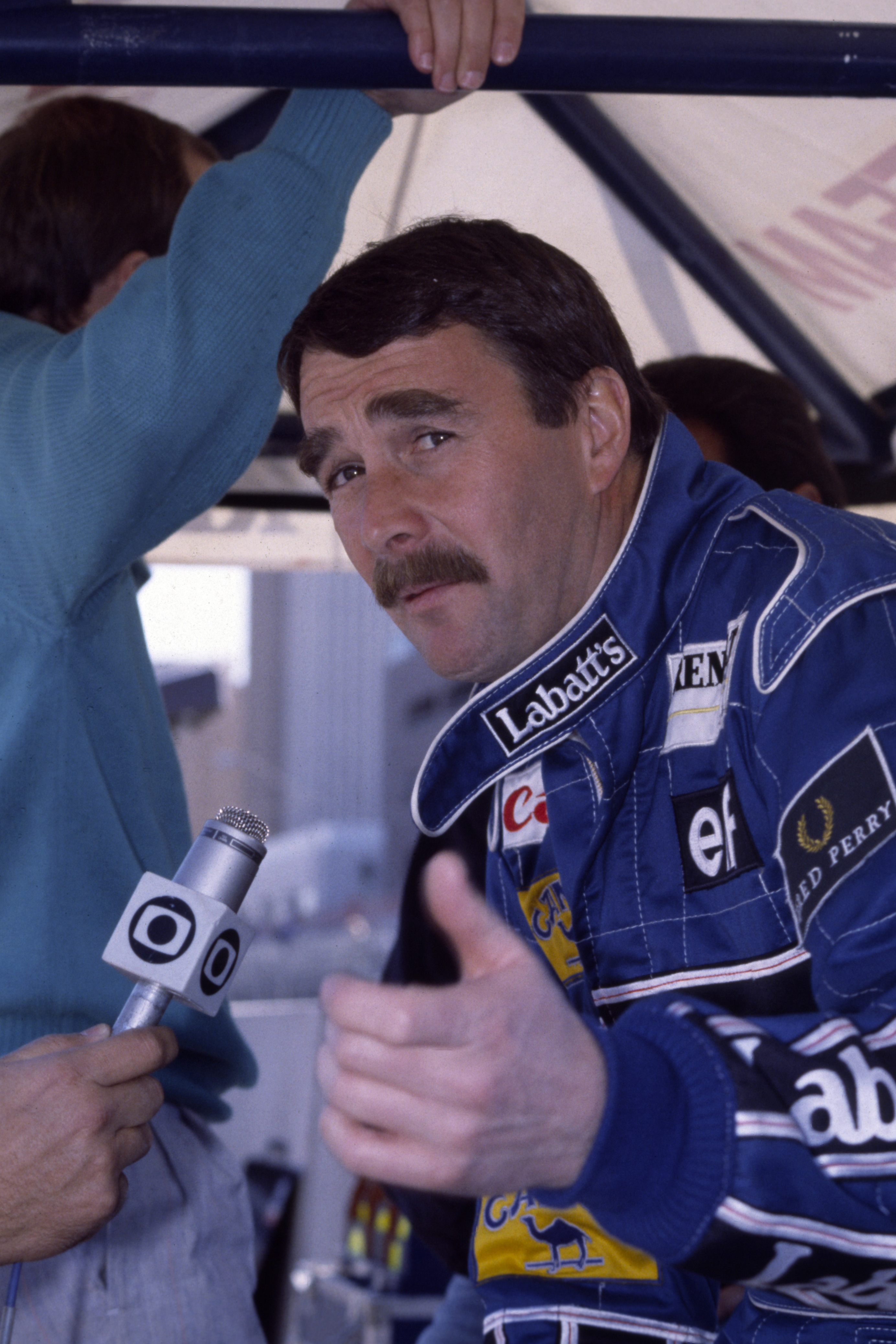
Nigel Mansell nel 1991. Dopo il ritiro avvenuto nel 1992 il pilota inglese era tornato alla guida di una vettura di Formula 1 nel 1994, disputando alcune corse e vincendo il Gran Premio d'Australia. Nel 1995 prese parte solo a poche gare senza ottenere risultati rilevanti, ritirandosi definitivamente al Gran Premio di Spagna.

Inoltre la costruzione di alcune vetture fu completata solo poco prima dell'inizio della stagione; i telai della Footwork FA16 e della Simtek S951 arrivarono al primo appuntamento mondiale senza alcun test preliminare.
Per quanto riguarda i piloti, invece, l'unico vero debuttante era il brasiliano Pedro Diniz, mentre Andrea Montermini, che non aveva mai preso parte a nessuna gara, aveva comunque disputato le qualifiche del Gran Premio di Spagna 1994, nelle quali subì un infortunio alle gambe. Salo e Schiattarella avevano partecipato a due Gran Premi, mentre Taki Inoue a uno.
Sul fronte del campionato, Michael Schumacher e Damon Hill, rispettivamente su Benetton e Williams, venivano considerati i favoriti per la vittoria del titolo mondiale. Bernard Dudot, ingegnere della Renault, disse comunque che la Williams era più preparata della rivale Benetton, in quanto quest'ultima aveva effettuato un cambio di propulsore passando dal Ford al motore francese. Hill, inoltre, arrivò all'evento con un vantaggio psicologico dato dall'aver realizzato i migliori tempi durante i test pre-stagionali, disputati all'Estoril. Il team inglese, inoltre aveva completato più chilometri, mentre la scuderia di Schumacher ed Herbert aveva incontrato alcuni problemi di affidabilità.
All'inizio della nuova stagione, l'attenzione era focalizzata sulla McLaren e sul pilota Nigel Mansell. Inizialmente venne annunciata la partecipazione dell'inglese come compagno di squadra di Mika Häkkinen fin dalla prima gara, ma una settimana prima del Gran Premio il suo team diffuse un comunicato in cui affermava che Mansell non avrebbe preso parte alle prime due corse della stagione perché non riusciva ad entrare nella vettura. L'arrivo dell'inglese alla McLaren era stato propiziato dalle pressioni degli sponsor, soprattutto la Marlboro. Il suo posto venne quindi preso da Mark Blundell, tester della squadra, mentre la scuderia lavorava per costruire una scocca per Mansell. La McLaren, inoltre, era anche preoccupata dal sistema standard di rifornimento approvato per la stagione 1995, avendo sofferto il maggior numero di guasti durante i test invernali. Il nuovo supporto tecnologico aveva ridisegnato le modalità di rifornimenti ai box dopo l'incidente subito da Jos Verstappen al Gran Premio di Germania 1994.
Le nuove bocchette per il rifornimento, oltre a essere grandi la metà rispetto a quelle dell'anno precedente, disponevano anche di ugelli più lunghi, ed erano progettate per attaccarsi all'auto prima che il carburante potesse fluire. La società Intertechnique aveva ricondotto il problema a una valvola difettosa all'interno dell'apparato, che causava la perdita di 10 kg di carburante, e si era attivata per modificare le parti in maniera consona. D'intesa con la FIA, la società suggerì alle squadre di rifornire le auto lentamente e con attenzione durante le fermate per evitare ulteriori perdite, una situazione considerata insoddisfacente da molti dei responsabili delle squadre e dei meccanici.
Una controversia riguardò anche la Ligier JS41, reputata molto simile alla Benetton B195 dai proprietari del team inglese, l'unica differenza il motore. Tom Walkinshaw, proprietario del 50% della Ligier, era stato ingegnere in Benetton la stagione precedente. Lo scozzese, comunque, smentì le accuse affermando che, in realtà, la sua vettura era totalmente differente dal punto di vista meccanico e strutturale e che la somiglianza era solo apparente.
Per ciò che concerne le regole, venne stabilito un peso minimo di 595 kg delle vetture, compreso il pilota. Prima dell'inizio della stagione, tutti i piloti furono pesati per avere un peso di riferimento da usare nelle occasioni in cui i due compagni di squadra vengano pesati separatamente o se un pilota non fosse disponibile alla pesatura. Così, un piccolo vantaggio sarebbe arrivato se i piloti avessero registrato un peso il più pesante possibile, visto che poi sarebbe diminuito durante la gara. Il direttore tecnico della Williams, Patrick Head, stimò che un peso di sette chili superiore a un altro sarebbe costato qualcosa come 14 secondi in 70 giri di corsa. Per quanto riguarda i piloti che avevano registrato le maggiori differenze di peso, questi erano Schumacher, passato dai 69 kg della stagione 1994 a 77, e Karl Wendlinger, aumentato di 9 chili. Frentzen e Katayama risultarono invece aver perso circa un kg. Quando, però, Schumacher venne pesato nel dopo gara, il suo peso era sceso a 71.5 kg e, sebbene questo fosse combinato con quello della vettura, risultò comunque sopra al limite minimo, a 599 kg. Il tedesco spiegò che il suo aumento di peso rispetto al 1994 era dovuto all'allenamento praticato durante l'inverno, che aveva coperto gli eccessi di grasso con i muscoli, e ammise di aver mangiato e bevuto parecchio prima della pesatura.

## Prove libere

### Resoconto
Le due sessioni di prove libere si disputavano prima della gara; la prima si svolse il venerdì mattina, la seconda il sabato mattina. Entrambe videro condizioni meteorologiche di pioggia e di pista bagnata, prolungandosi per un'ora e quarantacinque minuti ciascuna. Nella prima sessione di prove libere il più veloce fu Damon Hill, che ottenne un tempo di 1:21.664, seguito dal compagno di squadra David Coulthard. Schumacher concluse terzo, davanti alle Ferrari di Jean Alesi e Gerhard Berger. Mark Blundell su McLaren concluse sesto, mentre il suo compagno di squadra Mika Häkkinen terminò quattordicesimo, a causa di problemi allo sterzo. Per questa sessione i due piloti Ferrari usarono differenti configurazioni dei pedali per le loro 412 T2, con Alesi che preferì il sistema tradizionale dei tre pedali, mentre Berger usò due pedali e la frizione manuale.
La seconda sessione si disputò su pista bagnata, nonostante le condizioni meteorologiche fossero migliorate. Durante le prove, Schumacher uscì di strada alla Curva 5 danneggiando l'alettone, ma riuscì poi ad ottenere il miglior tempo della sessione con un parziale di 1:23.607. Dietro di lui giunsero Berger, Hill, Häkkinen, Alesi e Panis.

### Risultati
Nella sessione del venerdì, si ebbe la seguente situazione:
| Pos. | Nome               | Squadra/Motore   | Tempo    |
| ---- | ------------------ | ---------------- | -------- |
| 1    | Damon Hill         | Williams-Renault | 1:21.664 |
| 2    | David Coulthard    | Williams-Renault | 1:21.666 |
| 3    | Michael Schumacher | Benetton-Renault | 1:22.468 |

Nella sessione del sabato, si ebbe la seguente situazione:
| Pos. | Nome               | Squadra/Motore   | Tempo    |
| ---- | ------------------ | ---------------- | -------- |
| 1    | Michael Schumacher | Benetton-Renault | 1:23.607 |
| 2    | Gerhard Berger     | Ferrari          | 1:23.960 |
| 3    | Damon Hill         | Williams-Renault | 1:24.119 |

## Qualifiche

### Resoconto

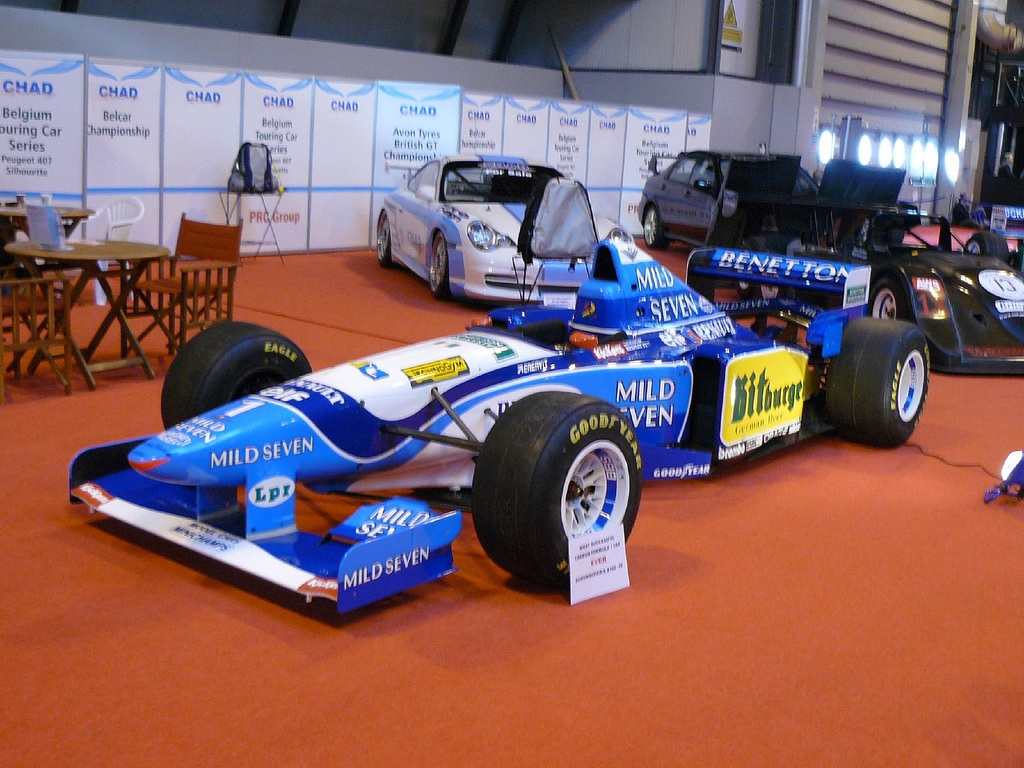
La Benetton B195 di Michael Schumacher; durante le qualifiche del sabato il tedesco fu protagonista di un incidente con dinamica simile a quello accaduto a Senna ad Imola, ma fortunatamente ne uscì illeso.

Come nell'anno precedente le qualifiche si disputarono in due sessioni, ciascuna della durata di un'ora, di cui la prima svoltasi al venerdì pomeriggio e la seconda al sabato pomeriggio. Il miglior tempo ottenuto permetteva poi di ottenere la pole position.
Durante le qualifiche del venerdì Hill ottenne i migliori parziali, concludendo con un tempo di 1:20.081, precedendo Berger, Coulthard, Alesi, Häkkinen e Schumacher. La sessione venne anche interrotta dopo un incidente di Schumacher che, a causa della rottura di una giuntura collegata allo sterzo, uscì di pista schiantandosi contro le barriere di protezione a una velocità vicina ai 180 km/h (anche se il pilota viaggiava ad oltre 200 km/h). Per precauzione la Benetton decise di non fare uscire dai box Johnny Herbert, costringendolo a rimanere nel garage fino a quando non si fosse scoperto quale problema avesse afflitto la vettura. L'inglese non realizzò quindi nessun tempo, mentre Schumacher completò appena due dei dodici giri a disposizione. Sostituiti poi i componenti che avevano causato l'incidente, il team non incontrò nessun altro problema per tutta la durata del fine settimana.
Schumacher conquistò poi il tempo più veloce durante la seconda sessione delle qualifiche, con un tempo di 1:20.382, ma non fu abbastanza veloce da battere il tempo realizzato da Hill durante la prima sessione. Il pilota inglese, per queste qualifiche, cambiò il set-up, ma la modifica non fu soddisfacente; nonostante ciò mantenne la pole, la prima conquistata dal Gran Premio di Gran Bretagna 1994. La seconda fila venne poi occupata da Coulthard ed Herbert, alla sua miglior qualifica dal Gran Premio d'Italia dell'anno precedente.
La vettura di Herbert, poi, si danneggiò nella parte posteriore e servì una notte per riparare la vettura in modo che potesse partecipare alla gara. Il lavoro svolto fu poi definito dall'ingegnere di Schumacher, Pat Symonds, come uno dei più difficili mai svolti dal team.

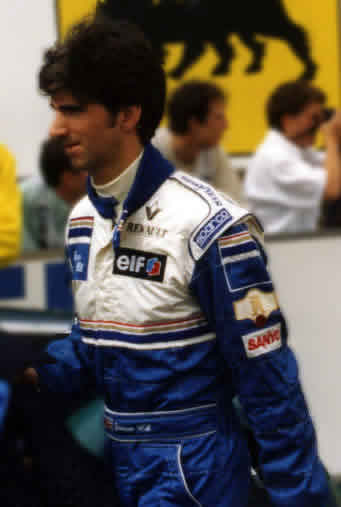
Damon Hill, autore della pole position. In gara, dopo essere stato passato al via da Schumacher, uscì di pista al trentesimo giro.

Dietro di loro si piazzarono le due Ferrari, con Berger quinto e Alesi sesto, ma entrambi i piloti, in particolar modo l'austriaco, si dichiararono ottimisti per la gara anche se avevano subito rotture di motore durante le prove. Le due McLaren di Häkkinen e Blundell si classificarono settimo e nono, con Eddie Irvine ad occupare l'ottava posizione. Il nordirlandese si rese anche protagonista di un'uscita di pista durante le qualifiche, mentre il suo compagno di squadra Barrichello ruppe un motore durante le prove del venerdì, mentre il sabato ebbe problemi alla trasmissione e uscì di pista durante la sessione di qualificazioni concludendo con disappunto al sedicesimo posto.
Katayama e Salo portarono le loro Tyrrell all'undicesimo e dodicesimo posto, preceduti da Olivier Panis. I piloti Minardi, Pierluigi Martini e Luca Badoer, chiusero invece in diciassettesima e diciottesima posizione, dietro a Gianni Morbidelli, Heinz-Harald Frentzen, Aguri Suzuki e Barrichello. Wendlinger non andò oltre la diciannovesima piazza ed entrambe le vetture Sauber soffrirono molto la conformazione del tracciato, molto ondulata. Bertrand Gachot e Andrea Montermini (entrambi su Pacific) chiusero ventesimo e ventiduesimo, separati dalla Footwork Arrows di Taki Inoue. Le ultime posizioni vennero quindi occupate dalle due Forti e dalle Simtek. Quest'ultima scuderia fu anche sfavorita dal fatto di non aver compiuto molti chilometri al venerdì a causa di un ritardo nell'arrivo degli estintori; un problema simile si ebbe anche alla Minardi.

### Risultati
| Pos | N  | Pilota                 | Costruttore/Motore | Tempo    | Gap    |
| --- | -- | ---------------------- | ------------------ | -------- | ------ |
| 1   | 5  | Damon Hill             | Williams-Renault   | 1:20.081 |        |
| 2   | 1  | Michael Schumacher     | Benetton-Renault   | 1:20.382 | +0.301 |
| 3   | 6  | David Coulthard        | Williams-Renault   | 1:20.422 | +0.341 |
| 4   | 2  | Johnny Herbert         | Benetton-Renault   | 1:20.888 | +0.807 |
| 5   | 28 | Gerhard Berger         | Ferrari            | 1:20.906 | +0.825 |
| 6   | 27 | Jean Alesi             | Ferrari            | 1:21.041 | +0.960 |
| 7   | 8  | Mika Häkkinen          | McLaren-Mercedes   | 1:21.399 | +1.318 |
| 8   | 15 | Eddie Irvine           | Jordan-Peugeot     | 1:21.749 | +1.668 |
| 9   | 7  | Mark Blundell          | McLaren-Mercedes   | 1:21.779 | +1.698 |
| 10  | 26 | Olivier Panis          | Ligier-Mugen-Honda | 1:21.914 | +1.833 |
| 11  | 3  | Ukyo Katayama          | Tyrrell-Yamaha     | 1:22.325 | +2.244 |
| 12  | 4  | Mika Salo              | Tyrrell-Yamaha     | 1:22.416 | +2.335 |
| 13  | 9  | Gianni Morbidelli      | Footwork-Hart      | 1:22.468 | +2.387 |
| 14  | 30 | Heinz-Harald Frentzen  | Sauber-Ford        | 1:22.872 | +2.791 |
| 15  | 25 | Aguri Suzuki           | Ligier-Mugen-Honda | 1:22.971 | +2.890 |
| 16  | 14 | Rubens Barrichello     | Jordan-Peugeot     | 1:22.975 | +2.894 |
| 17  | 23 | Pierluigi Martini      | Minardi-Ford       | 1:24.383 | +4.302 |
| 18  | 24 | Luca Badoer            | Minardi-Ford       | 1:24.443 | +4.362 |
| 19  | 29 | Karl Wendlinger        | Sauber-Ford        | 1:24.723 | +4.642 |
| 20  | 16 | Bertrand Gachot        | Pacific-Ford       | 1:25.127 | +5.046 |
| 21  | 10 | Taki Inoue             | Footwork-Hart      | 1:25.225 | +5.144 |
| 22  | 17 | Andrea Montermini      | Pacific-Ford       | 1:25.886 | +5.805 |
| 23  | 22 | Roberto Moreno         | Forti-Ford         | 1:26.269 | +6.188 |
| 24  | 12 | Jos Verstappen         | Simtek-Ford        | 1:27.323 | +7.242 |
| 25  | 21 | Pedro Diniz            | Forti-Ford         | 1:27.792 | +7.711 |
| 26  | 11 | Domenico Schiattarella | Simtek-Ford        | 1:28.106 | +8.025 |

## Warm-up
La domenica mattina si disputò anche la sessione di warm-up della durata di 30 minuti. Entrambe le Williams confermarono i buoni tempi realizzati durante le prove, con Coulthard primo e Damon Hill secondo. Schumacher ottenne poi il terzo parziale, completando le prime tre posizioni. Herbert e Katayama ebbero entrambi problemi al cambio e decisero di prendere parte alla gara con il muletto. La Simtek, invece, non prese parte alla sessione perché attendeva componenti più robusti delle sospensioni, in arrivo via aerea dal Regno Unito.

## Gara

### Resoconto

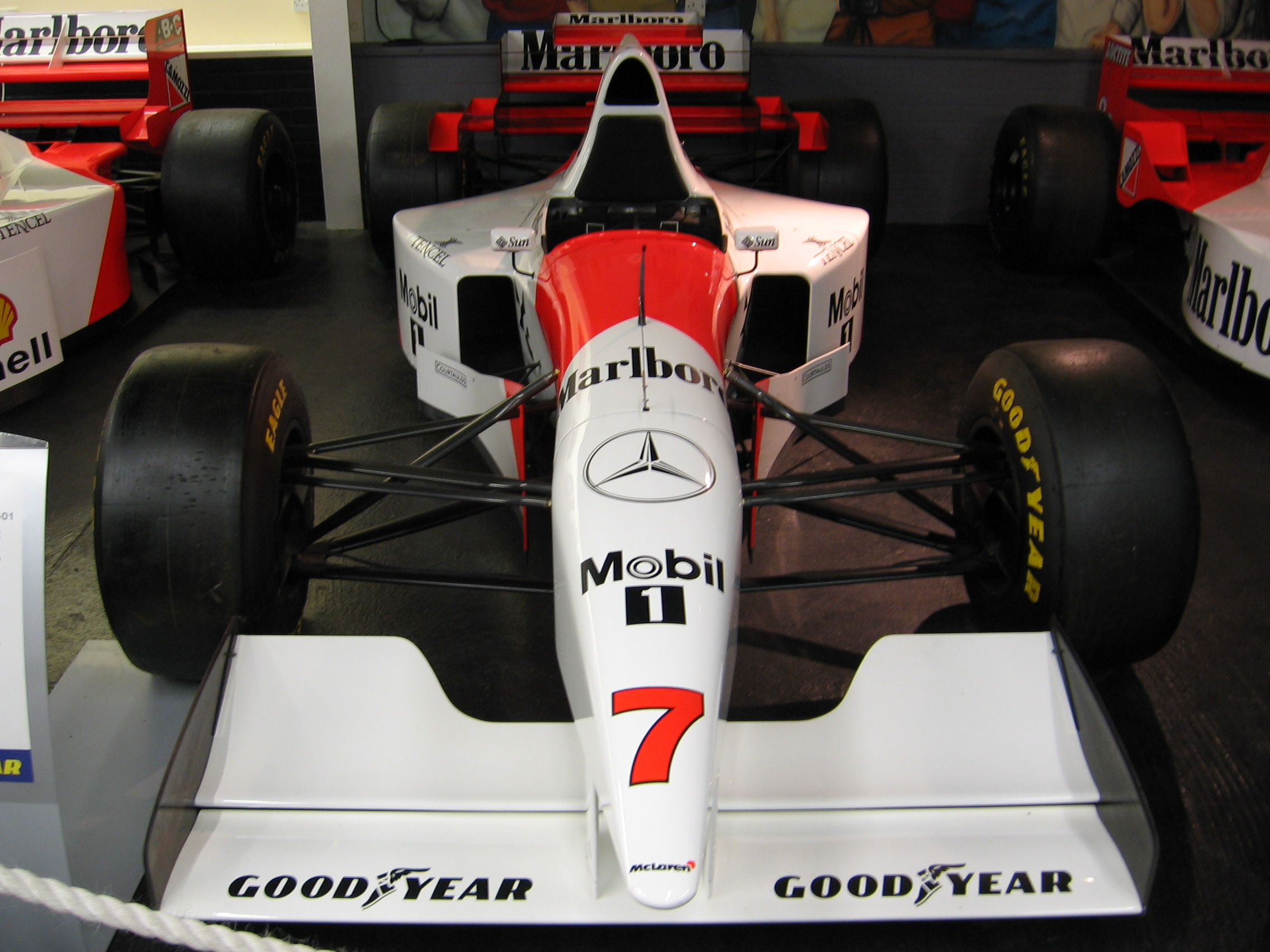
La McLaren MP4/10 di Mark Blundell.

Le condizioni per la gara erano di asfalto asciutto e sole, con oltre 40.000 spettatori a seguire il Gran Premio. Alcuni minuti prima del via, un comunicato stampa della FIA venne consegnato a tutti i media e al personale dei team, informando che le benzine della Elf utilizzate dalle vetture di Schumacher e Coulthard erano illegali, in quanto non corrispondevano ai campioni forniti dalla compagnia di carburanti prima dell'inizio della stagione. Entrambi i team furono multati di 30.000 dollari e corsero sotto appello, visto che la penalità sarebbe stata la squalifica dall'evento sportivo. Né Schumacher né Coulthard furono informati della situazione, siccome i team non volevano inquietare i propri piloti prima del via. Al contrario le vetture di Hill ed Herbert non vennero messe sotto inchiesta in quanto usavano un carburante conforme a quello depositato. Un campione delle benzine Agip, usato dalla Ferrari, e della Mobil, che riforniva la McLaren, furono testate ed entrambe vennero giudicate regolari. Delle 26 vetture qualificate per l'evento, solo 25 presero il via: Pierluigi Martini fu, infatti, costretto al ritiro durante il giro di ricognizione per problemi al cambio.
Alla partenza, Hill, che aveva ottenuto la pole position, si fece sopravanzare da Schumacher alla prima curva. Al contempo, Panis, che partiva decimo, uscì di pista alla prima curva, dopo un contatto con Katayama, che gli fece colpire un muro e ne causò il ritiro. Herbert perse tre posizione e, alla fine del primo giro, si trovava dietro Häkkinen e le due Ferrari. Blundell, che aveva avuto una brutta partenza, retrocesse fino alla quattordicesima posizione dopo che, nel cambiare marcia, passò dalla prima alla terza. Alla fine del primo giro la situazione vedeva in testa Schumacher, davanti ad Hill, Coulthard, Häkkinen, Berger, Alesi, Herbert, Irvine, Katayama e Salo, con i due piloti Tyrrell che si scambiarono le posizioni il giro seguente. Durante il corso del terzo passaggio Hill cercò di superare Schumacher alla Curva 5, ma il tedesco difese la posizione. Hill perse quindi fu avvicinato da Coulthard, che tentò, senza riuscirci, di passarlo alla Curva 6. Da allora in poi i primi due riuscirono ad allontanarsi da Coulthard, che capì di non poter riuscire a seguire i due battistrada e proseguì mantenendo il suo ritmo di gara, che comunque risultava migliore delle vetture che lo seguivano.
Al quinto giro Herbert era precipitato in decima posizione, essendo stato superato da Irvine, Salo e Katayama. Durante il corso del decimo passaggio Schumacher iniziò i doppiaggi, superando Pedro Diniz. La presenza di doppiati si rivelò una costante di questa gara per i piloti di testa. Durante lo stesso giro Frentzen si ritirò mentre occupava la dodicesima posizione per problemi elettronici. Venne poi imitato due giri più tardi da Schiattarella, costretto ad abbandonare per problemi allo sterzo. Irvine fu il primo pilota a fermarsi, al quindicesimo giro, molto prima rispetto al previsto, e si ritirò per problemi al cambio. Durante lo stesso passaggio Katayama uscì di pista e si spense il motore della vettura, determinando quindi il ritiro del pilota nipponico. I due ritiri consentirono quindi ad Herbert di guadagnare due posizioni.
Alesi fu il primo dei piloti di testa a fermarsi, rifornendo al diciassettesimo giro e rientrando in pista in undicesima posizione.
Barrichello, invece, si ritirò un giro dopo, rientrando lentamente ai box per problemi al cambio. Durante il diciottesimo passaggio si ritirò pure Jos Verstappen per problemi all'acceleratore.
Benetton e Williams impostarono diverse strategie di gara, con il team anglo-italiano che aveva pianificato tre soste e la scuderia di Grove due. Schumacher si fermò al diciottesimo giro, ma fu rallentato dalla Jordan Grand Prix di Barrichello. Il tedesco uscì dai box dopo Berger, ma riuscì a passare l'austriaco subito dopo. Hill si fermò, invece, al ventunesimo passaggio, riuscendo a uscire dai box davanti a Schumacher. Coulthard andò quindi in testa al Gran Premio fino alla sua sosta, dopo la quale rientrò al quinto posto. Häkkinen e Berger furono gli ultimi piloti nelle prime posizioni a fermarsi, ma i meccanici della McLaren persero circa dieci secondi durante il rifornimento, a causa di problemi con le nuove attrezzature, così come anche altri team.
Berger, che si fermò invece fra gli ultimi, riuscì a inserirsi in terza posizione, con Hill, Schumacher, Coulthard, Alesi e Salo tra i primi sei. La sosta di Salo fu impeccabile e gli permise di guadagnare tempo rispetto ai piloti che aveva davanti. In questa fase di gara si ritiro Gachot a causa di un guasto che aveva bloccato il cambio della sua Pacific in quinta marcia.
Berger effettuò il suo pit-stop al ventisettesimo giro, ma ebbe problemi di comunicazione durante la sosta, in quanto il meccanico addetto all'uso del lollipop (che serve per indicare al pilota il momento in cui partire) lo sollevò in anticipo, quando una delle ruote non era ancora ben fissata. L'incidente costò al pilota austriaco tredici secondi e rientrò in pista settimo. Alesi arretrò poi dietro a Salo e Häkkinen dopo il primo giro di soste, visto che i finlandesi si erano fermati dopo il pilota francese, rallentato a sua volta da Montermini.
Intanto, nelle posizioni di testa, Hill riuscì a portare il suo vantaggio a oltre tre secondi, fino a quando, al trentunesimo giro uscì di pista e fu costretto al ritiro, probabilmente anche a causa di un problema al cambio. Nello stesso passaggio si ritirò pure Herbert a causa di una collisione con Suzuki, il quale a sua volta si trovava a doversi fermare per rimpiazzare il musetto danneggiato della propria auto. Schumacher divenne quindi primo come risultato del ritiro di Damon Hill, con un vantaggio di 11.5 secondi su Coulthard. Salo si trovava in terza posizione con la Tyrrel rimasta, 39.4  dietro Coulthard. Häkkinen e le due Ferrari completavano le prime sei posizioni.
Schumacher effettuò la sua seconda fermata ai box durante il 37º giro, uscendone dietro Coulthard. Salo e Häkkinen, entrambi autori di una prestazione molto superiore alle aspettative prima della gara, si contesero la terza posizione sino al 39º giro, quando Salo, in preda ai crampi e guidando con una sola mano, andò in testacoda all'ultima curva. Subito dopo cambiò gli pneumatici, cadendo in ottava posizione. Häkkinen, raggiunta la terza, si fermò ai box durante il 43º giro, riuscendone dietro le due Ferrari, con Berger davanti ad Alesi quando quest'ultimo entrò ai box il giro successivo, rientrando in corsa in settima posizione. Coulthard, in testa, cambiò al 47º giro, ma il suo vantaggio era troppo limitato per permettergli di mantenere la testa. Schumacher stabilì il tempo più veloce sul giro con 1:30,921, aumentando il proprio vantaggio in maniera tale che poté mantenere la testa dopo la fermata al 52º giro. Dopodiché, Schumacher incrementò il margine a 11 secondi, vincendo la corsa dopo 71 giri nel tempo di 1:38:49,972, con Coulthard secondo sulla Williams. La Ferrari di Berger si fermò al 49º giro senza perdere posizioni, e con Alesi raggiunse il terzo e quinto posto rispettivamente, anche se distanti dalla testa della corsa, visto che Schumacher li aveva doppiati durante gli ultimi giri. Häkkinen, nonostante la perdita dell'alettone posteriore causato da un impatto con uccello, si frappose tra i due ferraristi, arrivando quarto. Nelle fasi finali, Morbidelli e Blundell superarono Salo, ma il pilota della Footwork si dovette ritirare al 62º giro con l'alimentazione della benzina bloccata. Blundell, che in precedenza aveva cambiato il volante e non disponeva più della terza, si aggiudicò così l'ultimo posto utile per andare a punti, dinanzi a Salo, Suzuki, Montermini, che concluse la gara nonostante la rottura del fondo della propria monoposto, portando per la prima volta al traguardo la Pacific, e quindi Diniz. La gara era stata selettiva: solo dieci dei 25 partenti arrivarono in fondo. Di coloro che si erano ritirati nel finale, Wendlinger soffrì di una rottura di un cavo della batteria al 41º giro, Roberto Moreno e Badoer si ritirarono al 47º rispettivamente per una testacoda e un problema al cambio, mentre l'auto di Inoue prese fuoco al 48º giro. Al pilota giapponese doveva comunque essere esposta una bandiera nera per l'essere stato spinto dai commissari di gara in seguito a un testacoda sul circuito.

### Risultati
| Pos | N. | Pilota                 | Costruttore/Motore | Giri | Tempo/Ritiro              | Griglia | Punti |
| --- | -- | ---------------------- | ------------------ | ---- | ------------------------- | ------- | ----- |
| 1   | 1  | Michael Schumacher     | Benetton-Renault   | 71   | +1:38:34.154              | 2       | 10    |
| 2   | 6  | David Coulthard        | Williams-Renault   | 71   | +11.060                   | 3       | 6     |
| 3   | 28 | Gerhard Berger         | Ferrari            | 70   | +1 Giro                   | 5       | 4     |
| 4   | 8  | Mika Häkkinen          | McLaren-Mercedes   | 70   | +1 Giro                   | 7       | 3     |
| 5   | 27 | Jean Alesi             | Ferrari            | 70   | +1 Giro                   | 6       | 2     |
| 6   | 7  | Mark Blundell          | McLaren-Mercedes   | 70   | +1 Giro                   | 9       | 1     |
| 7   | 4  | Mika Salo              | Tyrrell-Yamaha     | 69   | +2 Giri                   | 12      |       |
| 8   | 25 | Aguri Suzuki           | Ligier-Mugen-Honda | 69   | +2 Giri                   | 15      |       |
| 9   | 17 | Andrea Montermini      | Pacific-Ford       | 65   | +6 Giri                   | 22      |       |
| 10  | 21 | Pedro Diniz            | Forti-Ford         | 64   | +7 Giri                   | 25      |       |
| Rit | 9  | Gianni Morbidelli      | Footwork-Hart      | 62   | Motore                    | 13      |       |
| Rit | 10 | Taki Inoue             | Footwork-Hart      | 48   | Motore                    | 21      |       |
| Rit | 24 | Luca Badoer            | Minardi-Ford       | 47   | Motore                    | 18      |       |
| Rit | 22 | Roberto Moreno         | Forti-Ford         | 47   | Testacoda                 | 23      |       |
| Rit | 29 | Karl Wendlinger        | Sauber-Ford        | 41   | Problema elettrico        | 19      |       |
| Rit | 5  | Damon Hill             | Williams-Renault   | 30   | Cambio                    | 1       |       |
| Rit | 2  | Johnny Herbert         | Benetton-Renault   | 30   | Collisione con A.Suzuki   | 4       |       |
| Rit | 16 | Bertrand Gachot        | Pacific-Ford       | 23   | Cambio                    | 20      |       |
| Rit | 14 | Rubens Barrichello     | Jordan-Peugeot     | 16   | Cambio                    | 16      |       |
| Rit | 12 | Jos Verstappen         | Simtek-Ford        | 16   | Cambio                    | 24      |       |
| Rit | 3  | Ukyo Katayama          | Tyrrell-Yamaha     | 15   | Testacoda                 | 11      |       |
| Rit | 15 | Eddie Irvine           | Jordan-Peugeot     | 15   | Frizione                  | 8       |       |
| Rit | 11 | Domenico Schiattarella | Simtek-Ford        | 12   | Sterzo                    | 26      |       |
| Rit | 30 | Heinz-Harald Frentzen  | Sauber-Ford        | 10   | Problema elettrico        | 14      |       |
| Rit | 26 | Olivier Panis          | Ligier-Mugen-Honda | 0    | Collisione con U.Katayama | 10      |       |
| DNS | 23 | Pierluigi Martini      | Minardi-Ford       | 0    | Cambio                    | 17      |       |

### Dopo gara
Poco dopo il suo ritiro, Hill venne intervistato dalla BBC, dicendo che il motivo del suo ritiro era legato a problemi avuti con il cambio; la sua Williams sarebbe rimasta senza la seconda marcia prima di costringerlo definitivamente al ritiro. Il pilota inglese si dichiarò molto deluso, in quanto pensava di poter ottenere un buon risultato e di battere Schumacher. Delle successive analisi condotte al team evidenziarono anche una rottura della sospensione posteriore sinistra.
Durante la premiazione sul podio Schumacher, Coulthard e Berger non stapparono le bottiglie di champagne in segno di rispetto nei confronti di Ayrton Senna. Il pilota tedesco si dichiarò felice della vittoria conseguita, pur ammettendo che Hill era più veloce. Confermò, poi, che la sua buona partenza fu dovuta anche alla fortuna, visto che era la prima che faceva con la nuova vettura e il team non aveva mai fatto nessuna prova del genere a causa del poco tempo a disposizione. Coulthard ammise, poi, di non essere in ottimali condizioni fisiche, in quanto affetto da tonsillite e che non sarebbe riuscito ad insidiare Schumacher, limitandosi quindi a gestire la sua corsa. Deluso Berger, in quanto aveva concluso doppiato di un giro, senza poter mai competere seriamente con la Benetton, più veloce di lui in ogni punto del tracciato.
Al termine della gara, però, le monoposto di Schumacher e Coulthard vennero squalificate in quanto usavano una benzina (fornita dalla Elf) non conforme al regolamento e l'austriaco della Ferrari fu dichiarato vincitore. Ulteriori campioni di carburante di entrambe le vetture vennero presi al termine della corsa; anche questi non corrispondevano con quello depositato alla FIA. Patrick Head si dichiarò sorpreso perché credeva che la squalifica, eventualmente, sarebbe stata applicata solo al ritorno dei campioni di benzina dell'Europa, dopo ulteriori analisi. Vennero comunque prelevati anche campioni da Ferrari (Agip) e McLaren (Mobil) durante la corsa, dichiarati poi conformi al regolamento dopo le analisi effettuate. Benetton e Williams presentarono quindi appello e, con sentenza del 13 aprile (dopo il Gran Premio d'Argentina) i piloti vennero reintegrati nelle loro posizioni; le squadre, però, non si videro attribuire punti nei costruttori. Vennero poi sanzionati ulteriormente con una multa di $200.000. Fu comunque chiarito che le benzine illegali non portarono alcun vantaggio né a Schumacher né a Coulthard, ma semplicemente non erano conformi al campione presentato alla FIA. Niki Lauda, consulente della Ferrari, si dichiarò scontento della decisione. Lo stesso Berger commentò dicendo di sentirsi preso in giro, innescando poi una piccola polemica con Schumacher.
Max Mosley, presidente della FIA, criticò duramente il pilota tedesco, sia per la polemica con Berger, che per il suo comportamento alla pesatura. La Elf, poi, si dichiarò altamente scontenta del modo in cui l'episodio delle benzine era stato gestito tanto che il direttore commerciale della società francese, Michel Bonnet, accusò la FIA di aver danneggiato l'immagine, non solo della sua industria, ma anche della Formula 1 stessa e criticò aspramente il comportamento della Ferrari e di Berger. La Elf minacciò anche di portare la questione in tribunale qualora le due vetture non fossero state reintegrate. Un rappresentante della casa francese, Valerie Jorquera, pose anche l'accento sul fatto era necessaria un'analisi cromatica delle benzine che fosse coerente, in quanto evidenziò il fatto che i campioni furono analizzati da una società diversa da quella che se ne occupava solitamente e la non conformità delle benzina poteva essere dovuta all'uso di diversi strumenti e metodi di lavoro. A partire, infatti, dal Gran Premio di San Marino, un laboratorio mobile della FIA fu sempre presente nei vari tracciati per garantire analisi rapide e uniformità di trattamento.

## Classifiche

### Piloti
| Pos | Pilota             | Punti |
| --- | ------------------ | ----- |
| 1   | Michael Schumacher | 10    |
| 2   | David Coulthard    | 6     |
| 3   | Gerhard Berger     | 4     |
| 4   | Mika Häkkinen      | 3     |
| 5   | Jean Alesi         | 2     |
| 6   | Mark Blundell      | 1     |

### Costruttori
| Pos | Team             | Punti |
| --- | ---------------- | ----- |
| 1   | Ferrari          | 6     |
| 2   | McLaren-Mercedes | 4     |